# گتر لار
گتر لار (انگلیسی: Getter Laar؛ زادهٔ ۲۱ نوامبر ۱۹۸۹) بازیکن فوتبال اهل استونی است.
وی همچنین در تیم ملی فوتبال Estonia بازی کرده‌است.